# ジェリー・タイタス
ジェリー・タイタス（Jerry Titus、1928年10月24日 - 1970年8月5日）は、アメリカ合衆国出身のレーシングドライバー。

## 略歴・人物
ニューヨーク出身。トランペット奏者、レース雑誌『Sports Car Graphic』の編集者を経てレース活動を始める。1966年にシェルビー・アメリカンからTrans-Amに参戦、1967年、フォード・マスタングを駆ってシリーズチャンピオンに輝く。1968年にはCan-Amにも参戦。11月23日に富士スピードウェイで行われたCan-Amレースでは予選3位からスタートするもリタイアした。

### 死亡事故
1970年7月18日、ロード・アメリカで行われたTrans-Amレースにポンティアック・ファイヤーバードで参戦したが、予選中に橋脚に衝突する事故を起こして重傷を負い、18日後の8月5日に死去。41歳没。